# Fruktoza 1-fosfat
Fruktoza-1-fosfat je derivat fruktozafruktoze. Ona se formira posredstvom hepatičke fruktokinaze.
Fruktoza-1-fosfat konvertuje aldolaza B u gliceraldehid i dihidroksiaceton fosfat (DHAP).